# BT Group
BT Group Plc (in precedenza British Telecom Plc), abbreviato in BT, è una società di telecomunicazioni britannica. Ex monopolista statale, svolge il servizio universale in tutto il Regno Unito (a eccezione della città di Kingston upon Hull) ed è il più grande operatore telefonico della nazione. Negli anni le attività si sono espanse nel settore della telefonia mobile e all'estero, attraverso consociate che operano in 170 paesi. È proprietaria del gruppo di canali televisivi sportivi BT Sport.
È quotato alla Borsa di Londra e alla Borsa di New York. Fa parte dell'Indice FTSE 100.
È membro dell'Istituto europeo per le norme di telecomunicazione (ETSI).

## Storia
Nel 1969 il General Post Office, un'azienda di stato, si trasformò nel Post Office, un'impresa a partecipazione statale, ma separata dal governo. Post Office Telecommunications era uno dei settori dell'impresa, quello che si occupava dei servizi telefonici e telegrafici.

### British Telecom
Il marchio British Telecom venne introdotto nel 1980. Il 1º ottobre 1981 questo divenne il nome ufficiale del Post Office Telecommunications, che divenne un'impresa di proprietà statale separata dal Post Office. Nel 1982 il monopolio della British Telecom cessò con il rilascio di una concessione alla Mercury Communications.
Il 19 luglio 1982 il governo britannico annunciò la propria intenzione di offrire al pubblico le azioni detenute nella British Telecom. Contestualmente il 1º aprile 1984 venne costituita la British Telecommunications come public limited company (Plc) in vista dell'approvazione del Telecommunications Bill. Questa legge venne promulgata il 12 aprile ed il trasferimento dalla British Telecom alla British Telecommunications Plc delle attività, delle proprietà, dei diritti e dei debiti ebbe luogo il 6 agosto 1984.
La società cambiò il suo marchio commerciale in "BT" il 2 aprile 1991.
Nel giugno 2018 viene licenziato Gavin Patterson, AD della società da 14 anni. Un mese prima aveva chiesto 13.000 licenziamenti, pari al 12% della forza lavoro.